# Blind (2014)
Blind ist ein norwegischer Spielfilm von Eskil Vogt, der von einer erblindeten Frau erzählt. Die Premiere des Dramas fand am 19. Januar 2014 beim Sundance Film Festival 2014 statt.
Später wurde der Film in der Sparte Panorama bei der  64. Berlinale 2014 gezeigt.

## Handlung
Die Protagonistin Ingrid ist vor kurzem erblindet und verlässt deshalb nicht mehr die Wohnung. Öfters versucht ihr Mann Morten erfolglos, sie zu ermuntern, etwas zu unternehmen. Ingrid hat sich noch nicht an ihre veränderte Wahrnehmung gewöhnt und so stellen selbst einfache häusliche Aufgaben eine große Herausforderung dar. Zudem verdächtigt sie Morten, ihre Situation auszunutzen, etwa indem er vorgibt, das Haus zu verlassen, während er sie heimlich beobachtet oder indem er mit einer Affäre chattet, anstatt berufliche Mails an Arbeitskollegen zu verfassen.
Des Weiteren werden die Figuren Elin und Einar eingeführt. Elin wurde vor einiger Zeit von ihrem Mann verlassen und fühlt sich jetzt einsam, da ihre vermeintlichen Freunde größtenteils die Freunde ihres Mannes sind, die seit der Trennung kein Interesse mehr an ihr zeigen. Einar ist ebenfalls einsam und verbringt einen Großteil seiner Zeit zu Hause mit Internetpornos. Wenn er das Haus verlässt, verfolgt er junge Frauen oder stellt sich Unterhaltungen mit ihnen vor. Einar beobachtet auch Elin, die in seiner Nähe wohnt, mit einem Fernglas.
Erst nach einiger Zeit stellt sich heraus, dass Einar und Elin Figuren einer Geschichte sind, die sich Ingrid ausdenkt. Die Handlung dieser erdachten Geschichte hat deutliche Bezüge zu Ingrids Leben, insbesondere im Verhältnis zu ihrem Mann, der auch als Person in der Geschichte vorkommt. Die Handlung wird mit der Zeit immer absurder und verwirrender. So erblindet Elin zum Beispiel plötzlich und ihr Sohn wird zu einer Tochter. 
Der Zuschauer kann immer weniger zwischen der Filmrealität und Ingrids Vorstellungen unterscheiden, da diese Ebenen eng miteinander verwoben sind und ohne Überleitung ineinander übergehen. Ingrids Fantasien reflektieren ihre eigenen Ängste, Unzufriedenheiten und aufgestauten Aggressionen. Nach und nach erleiden ihre erdachten Figuren schwere Schicksalsschläge.
Zum Schluss bereut es Ingrid, dass es den Charakteren in ihrer Geschichte so schlecht ergangen ist. Motiviert durch ihre Vermutung, schwanger zu sein, möchte sie wieder mit ihrer realen Umwelt in Kontakt treten und traut sich schließlich, alleine die Wohnung zu verlassen.

## Rezeption
Blind wurde in der deutschsprachigen Medienlandschaft kaum beachtet. In verschiedenen US-Medien erhielt der Film größtenteils äußerst positive Kritiken nach seiner Premiere beim Sundance Film Festival 2014. Scott Foundas von Variety schrieb in seiner Kritik, dass „der hervorragende norwegische Schriftsteller Eskil Vogt mit seiner ebenso tragischen wie spielerischen Geschichte einer blinden Autorin ein glänzendes Regiedebüt vorlegt“. („Ace Norwegian scribe Eskil Vogt makes a sparkling directorial debut with an alternately tragic and playful tale of a blind authoress.“) Boyd van Hoeij nennt den Film in seiner Kritik in The Hollywood Reporter „ein ambitioniert aufgebautes Drehbuch, umgesetzt als Film, den man viel einfacher bewundern als lieben kann“. („An ambitiously constructed screenplay translates into a film that’s easier to admire than to love.“) William Bibbiani von CraveOnline lobt den Film, indem er Blind als „ein verworrenes Konstrukt“ bezeichnet, „welches sich ständig verändert, aber letztendlich auf ein liebenswertes und lustiges Liebesviereck mit kuriosen Charakteren und konsequentem Tiefblick konzentriert. Die eigenartige Mischung zwischen der sinnlichen und zerebralen Ebene schafft es zu fesseln, auch wenn man das Vertrauen verliert, ob überhaupt irgendetwas, was man sieht, in Wirklichkeit passiert“. („Blind exists as a nebulous construction, ever shifting but ultimately centered around a lovely and funny love-quadrangle with curious characters and consistent insight. The film’s curious blend of the sensual and the cerebral manages to engage even when you begin to lack confidence about whether anything is actually happening at all.“)

## Auszeichnungen
| Jahr | Auszeichnung                         | Kategorie                                                                      | Nominierter | Ergebnis  |
| ---- | ------------------------------------ | ------------------------------------------------------------------------------ | ----------- | --------- |
| 2014 | Sundance Film Festival               | Jurypreis – Bester ausländischer Spielfilm: World Cinema Jury Prize (Dramatic) | Eskil Vogt  | Nominiert |
| 2014 | Sundance Film Festival               | Bestes Drehbuch – Ausländischer Film: World Cinema Screenwriting Award         | Eskil Vogt  | Gewonnen  |
| 2014 | Berlinale                            | Label Europa Cinemas                                                           | Eskil Vogt  | Gewonnen  |
| 2014 | International Istanbul Film Festival | International Competition - Preisträger der Goldenen Tulpe                     | Eskil Vogt  | Gewonnen  |